# Milk Morinaga
森永みるく 
Œuvres principales
- Girl Friends

Milk Morinaga (森永 みるく, Morinaga Miruku) est une mangaka japonaise spécialisée dans le Yuri.

## Biographie
Née à Tokyo, Morinaga se décrit elle-même comme étant une « otaku » et rêve de devenir mangaka, elle commence donc à créer des dōjinshi, inspirée par les mangas de Mutsumi Hagiiwa et par Sailor Moon. À l'âge de 21 ans l'éditeur Core Magazine repère les dōjinshi de Morinaga et lui permet de publier son premier manga en 1997, Study After School. Lors des années qui suivent elle continue de travailler avec cet éditeur, à publier des mangas hentai yuri.
Si elle commence à s'essayer à des œuvres plus innocentes avec Secret Girlfriends en 2003, c'est à partir de 2006 avec Girl Friends, son œuvre la plus volumineuse et populaire, qu'elle délaisse les hentai pour se concentrer sur des romances yuri grand public. Les protagonistes des mangas de Morinaga sont systématiquement des étudiantes de lycées pour jeunes filles, et à des fins de réalisme elle s’appuie sur sa propre expérience en lycée de jeunes filles, où si elle n'y a jamais eu de petite amie, elle y a rencontré plusieurs couples lesbiens.
Ses mangas commencent à s'exporter en dehors du Japon ; à Taiwan en 2008, en Russie en 2010, en France en 2011, en Allemagne en 2012 et aux États-Unis en 2012.

## Œuvres

### Mangas
- Study After School, chez Core Magazine, 1997
- Nikurashii Anata e (にくらしいあなたへ?), chez Core Magazine, 2000
- Milk Shell (ミルクシェル, Miruku sheru?), chez Core Magazine, 2002
- Mare (メア, Mae?), chez Wani Magazine, 2003
- Secret Girlfriends (くちびる ためいき さくらいろ, Kuchibiru Tameiki Sakurairo?), chez Ichijinsha puis Futabasha, 2003-2006
- Amai Kuchibiru (あまいくちびる?), chez Core Magazine, 2003
- Girl Friends, chez Futabasha, 2007-2010
- Une recette secrète (ひみつのレシピ, Himitsu no Recipe?), chez Houbunsha, 2011-2013
- Gakuen Polizi (学園ポリーチェ, Gakuen porīche?), chez Futabasha, 2013-2014
- Ohime-sama no Himitsu (お姫様のひみつ?), chez Shinshokan, 2015
- Hana to Hina wa hōkago (ハナとヒナは放課後?), 2015-2016

### Jeux vidéo
- Marine Rouge (マリンルージュ, Marin Rūju?) (PC-98/Windows, graphiste)